# Tribler
Tribler és un client BitTorrent descentralitzat de codi obert que permet de manera predeterminada la transmissió d'igual a igual de forma anònima. Tribler es basa en el protocol BitTorrent i utilitza una xarxa de superposició per a la cerca de contingut. A causa d'aquesta xarxa de superposició, Tribler no requereix cap lloc web extern ni servei d'indexació per descobrir contingut. La interfície d'usuari de Tribler és molt bàsica i se centra en la facilitat d'ús en lloc de la diversitat de funcions. El programa està disponible per a Linux, Windows i OS X.
Tribler ha realitzat proves per a un reproductor de vídeo conegut com a SwarmPlayer.

## Història
El nom Tribler prové de la paraula tribu, fent referència a l'ús de les xarxes socials en aquest client P2P. La primera versió de Tribler va ser una millora d'ABC, també conegut com a Yet Another BitTorrent Client.
El 2009, l'equip de desenvolupament de Tribler va declarar que els seus esforços per als anys vinents serien a centrar en la integració de Tribler amb el maquinari de televisió.
El 2014, amb el llançament de la versió 6.3.1, es va introduir una xarxa d'⁣encaminament per capes com la xarxa Tor integrada i personalitzada com a part de Tribler. Els usuaris poden carregar qualsevol torrent Clearnet i, deixant marcada la casella per a l'anonimat, els fitxers s'enviaran a través d'un altre Tribler. Com que la xarxa de capes personalitzada no utilitza nodes de sortida a l'estil Tor, s'ha millorat perquè tots els usuaris de Tribler funcionin com a intermediari.

## Característiques
Tribler afegeix la capacitat de cerca de paraules clau al protocol de descàrrega de fitxers BitTorrent mitjançant un protocol de xafarderies, una mica similar a la xarxa eXeem que es va tancar el 2005. El programari inclou la possibilitat de recomanar contingut. Després d'una dotzena de descàrregues, el programari Tribler pot estimar aproximadament el gust de baixada de l'usuari i recomanar contingut. Aquesta funció es basa en el filtratge col·laboratiu, que també apareix a llocs web com Last.fm i Amazon.com. Una altra característica de Tribler és una forma limitada de xarxes socials i la donació de capacitat de càrrega. Tribler pren en préstec la capacitat d'amplada de banda dels nodes connectats considerats útils per augmentar la velocitat de descàrrega dels fitxers.

### SwarmPlayer
El SwarmPlayer és un visor de televisió per Internet BitTorrent basat en Python. Permet veure la distribució de mitjans digitals peer-to-peer allotjat a BitTorrent de vídeo sota demanda i reproduir en directe els mitjans de transmissió de Tribler. Es basa en el mateix nucli que l'aplicació Tribler TV.
El programari bàsic és un programari lliure i de codi obert basat en la plataforma Tribler, amb llicència LGPL 2.1.

## Desenvolupament
Tribler va ser creat per investigadors universitaris de la Universitat Tecnològica de Delft, que intentaven millorar la tecnologia peer-to-peer. Tribler està dissenyat per millorar BitTorrent eliminant la necessitat d'elements centrals com els llocs web per trobar contingut, a més de ser anònim.
El projecte P2P-Next de la Unió Europea per desenvolupar un estàndard de distribució de televisió per Internet es basaria en la tecnologia Tribler.

## Recepció
Després que un article del portal de notícies TorrentFreak el febrer de 2012 esmentés la descentralització de Tribler i el fet que el seu índex és impossible de baixar, el programa es va fer molt popular, fet que va generar una gran allau de demandes de descàrrega difícil de satisfer. Un avís sobre la seguretat de Tribler va aparèixer a la llista de correu tor-dev el 20 de desembre de 2014 i es va abordar poc després a través de GitHub.